# Horacio Erpen
Horacio Nicolás Erpen (29 de agosto de 1981, Concepción del Uruguay, Provincia de Entre Ríos, Argentina) es un exfutbolista argentino.

## Trayectoria
Surgido de Club Social y Deportivo Juventud Unida de Gualeguaychú, debutó en ese club en 1997 siendo muy joven. En 1998, pasó a las divisiones inferiores de Boca Juniors y, en igual condición, pasó a Club Nacional de Football en 1998. En 2001 pasó a Tacuarembó FC y recién ahí pudo volver a jugar en primera de un club. En 2002 pasó a Atlético Mexiquense. Luego volvió al Club Nacional de Football un año después para quedarse hasta 2004. En ese mismo año pasó al fútbol italiano para jugar en el Società Sportiva Calcio Venezia hasta 2005. En 2005 pasó a Chioggia Sottomarina. En 2006 pasó a Unione Sportiva Triestina Calcio. En 2015 fue traspasado al Carrarese Calcio.
El 16 de agosto de 2017 fichó por el Crema de la Serie D, el que fue su último club.

## Clubes
| Club                      | País    | Año         |
| ------------------------- | ------- | ----------- |
| Club Nacional de Football | Uruguay | 1999-2000   |
| Tacuarembó FC             | Uruguay | 2001-2004   |
| FBC Venezia               | Italia  | 2004-2005   |
| Clodiense SSD             | Italia  | 2005-2006   |
| US Triestina              | Italia  | 2006        |
| US Sassuolo               | Italia  | 2006-2009   |
| USD Arezzo                | Italia  | 2009-2010   |
| Sorrento Calcio           | Italia  | 2010-2011   |
| SS Juve Stabia            | Italia  | 2011-2012   |
| FC Pro Vercelli           | Italia  | 2012-2014   |
| Arezzo                    | Italia  | 2014-2015   |
| Carrarese Calcio          | Italia  | 2015 - 2016 |
| Arezzo                    | Italia  | 2016 - 2017 |
| AS Crema                  | Italia  | 2017 - 2018 |